# James Kidnie
James Kidnie (...) è un attore statunitense.

## Filmografia parziale

### Cinema
- Mimic (1997)
- Accerchiati (1997)
- Resurrection (1999)
- D-Tox (2002)
- Absolon - Virus mortale (2003)
- 5ive Girls (2006)
- Swamp Devil (2008)
- Upside Down (2012)
- The Legend of Sarila (2013) - voce

### Televisione
- Nikita - serie TV, 1 episodio (1997)
- Psi Factor - serie TV, 1 episodio (1997)
- Sentinel - serie TV, 1 episodio (1998)
- Highlander: The Raven - serie TV, 1 episodio (1998)
- Due South - Due poliziotti a Chicago - serie TV, 1 episodio (1998)
- The City - serie TV, 1 episodio (1999)
- Foolish Heart - serie TV, 1 episodio (1999)
- Traders - serie TV, 1 episodio (2000)
- First Wave - serie TV, 1 episodio (2000)
- Dark Angel - serie TV, 1 episodio (2001)
- Agente speciale Sue Thomas - serie TV, 1 episodio (2004)
- Stargate SG-1 - serie TV, 1 episodio (2004)
- La corte di Alice - serie TV, 15 episodi (2004-2006)
- Finché morte non ci separi ('Til Death Do Us Part) - serie TV, 1 episodio (2007)
- Psych - serie TV, 1 episodio (2008)
- Warehouse 13 - serie TV, 1 episodio (2009)
- Smallville - serie TV, 1 episodio (2011)
- True Justice - serie TV, 1 episodio (2011)
- Hiccups - serie TV, 1 episodio (2011)
- Bullet in the Face - miniserie TV (2012)
- Fringe - serie TV, 2 episodi (2013)
- Continuum - serie TV, 1 episodio (2014)
- Arrow - serie TV, 3 episodi (2014-2016)

## Doppiatori italiani
Nelle versioni in italiano delle opere in cui ha recitato, James Kidnie è stato doppiato da:
- Eugenio Marinelli in Smallville
- Gianni Giuliano in Fringe
- Mario Scarabelli in Continuum

Da doppiatore è stato sostituito da:
- Claudio Ridolfo in Deus Ex Mankind Divided